# Устная традиция
Устная традиция — передача информации между поколениями устно, по памяти, с соответствующими способами варьирования, оставляющими простор импровизации. Она предполагает определённую манеру исполнения (певческую, сказительскую).
До изобретения письма именно в устной форме хранились и передавались от поколения к поколению социальный опыт, знания о прошлом, первые художественные произведения. Устная история в форме эпоса, сказаний, легенд, генеалогических списков была самой ранней формой исторического сознания древних народов.
Устная традиция включает исторические предания, героические сказания, исторические песни, былевые духовные стихи.
Они могут в большой степени удаляться от реальности, широко используя мотивы и художественные средства, заимствованные из произведений иных жанров. При этом события, происходившие в действительности, приукрашиваются и дополняются плодами народной фантазии.
Устная традиция не исчезла и с появлением письменности. Повсеместно распространенные в древности и в Средние века произведения устных жанров использовались в качестве источников при составлении летописей и исторических повестей.
Устная традиция сыграла большую роль в развитии религий. В древних культурах, как правило, некоторые тексты просто не подлежали записи. Например, в иудаизме до раби Иехуды ха-Наси было запрещено записывать устный комментарий к Танаху. Запись текста была равнозначна его «кодификации», которая подразумевала запрет на внесение изменений. Поэтому, чтобы записанное не поколебало авторитет уже существовавших письменных текстов, комментарий должен был оставаться устным.
В устной традиции могут воспроизводиться некоторые способы передачи текста, характерные для письменной традиции, например установка на воспроизведение текста без варьирования. В таком случае текст должен был не бессознательно усваиваться, как это бывает при многократном слушании песен, а специально заучиваться наизусть. Так заучивались молитвы, заговоры, духовные стихи.